# スピードボール
スピードボール（英: speed-ball）とは、エジプト発祥の球技である。
高さ1.7mのポールに長さ1.5mのナイロンコードで繋げられているゴム製のボールを、プラスチック製のラケットで打ち合い、相手が打ち返せなかった時に自分の得点になる。
子供から高齢者、障害者などでも楽しめるスポーツとして注目されている。

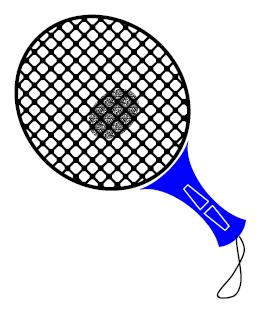
スピードボールのラケット

## 類似競技
- スイングボール